# Епархия Осера
Епархия Осера (лат. dioecesis Autissiodorensis) — бывшая епархия католической церкви во Франции.
Основанная примерно в середине III века, он является одной из исторических епархий Бургундии. Епископской кафедрой был Собор Святого Стефана в Осере. Епархия была подчинена архиепархии Санса.
Упраздненная в 1801 году, она так не была восстановлена. Но с 1823 года титул епископа Осерского был установлен архиепископом Сенса. Таким образом, с 2015 года епископом Осера является Эрве Жиро.

## Епископы Осерские

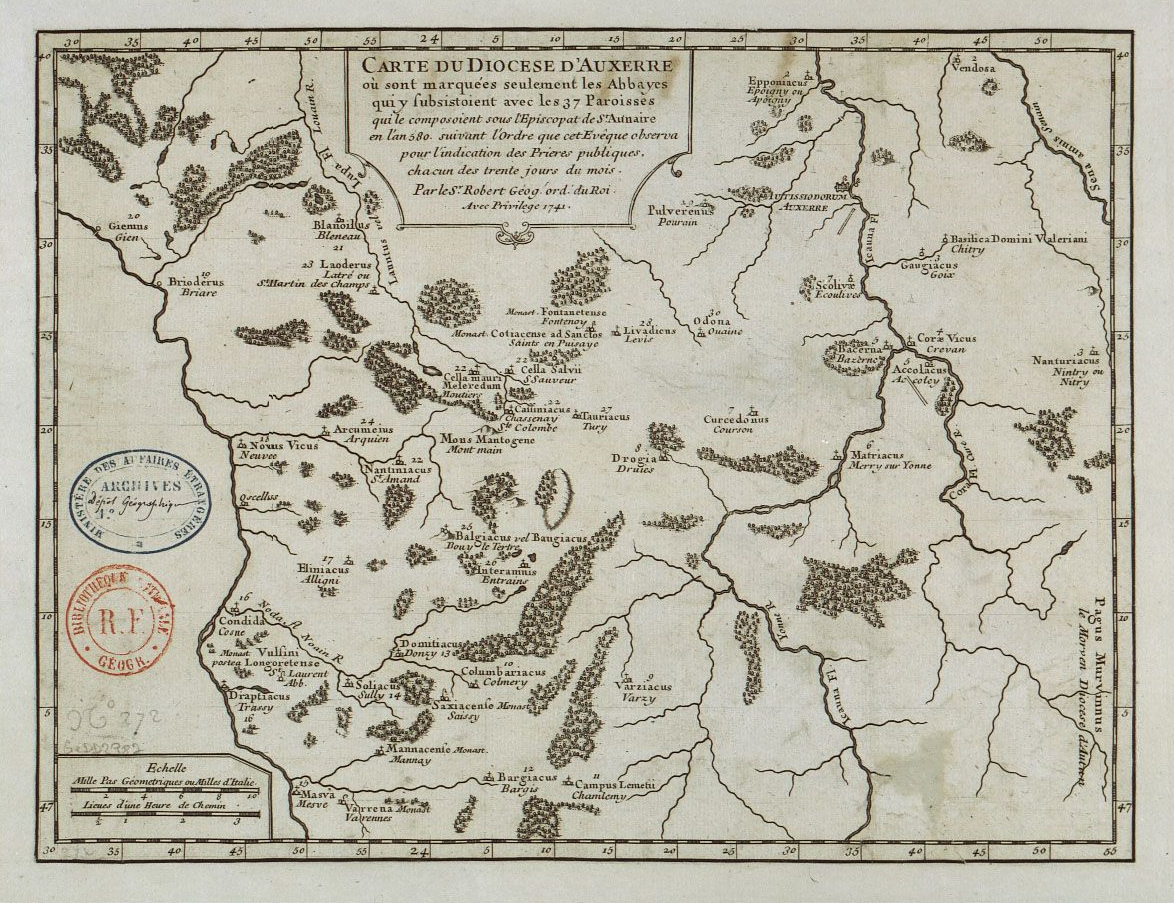
Епархия Осера в 480
(карта 1741 года)

- 258-304 : святой Пелерин
- 304-330 : святой Марцеллиан
- 331-360 : святой Валериан
- 361-385 : святой Элладий
- 386-418 : святой Аматор
- 418-448 : святой Герман
- 448-451 : святой Фратерн[1]
- 451-472 : святой Алодий
- 472-502 : святой Цензурий
- 502-508 : святой Урс